# Callopistria
Genre
Callopistria est un genre de Lépidoptères de la famille des Noctuidae, à répartition cosmopolite, comprenant plus d'une centaine d'espèces.

## Systématique
Ce genre est décrit par l'entomologiste bavarois Jacob Hübner en 1821.
Callopistria a pour synonymes :
- Agaba Pagenstecher, 1909
- Agabra Walker, 1862
- Agraga Walker, 1858
- Calopistria Stephens, 1850
- Cotanda Moore, 1881
- Dissolophus Butler, 1891
- Eriopus Treitschke, 1825
- Eulepa Walker, 1863
- Gnamptocera Butler, 1891
- Hemipachycera Butler, 1891
- Hyperdasis Swinhoe, 1901
- Hyperdasys Butler, 1891
- Lagopus Reichenbach, 1817
- Methorasa Moore, 1881
- Miropalpa Berio, 1956
- Platydasys Butler, 1892
- Rhoptrotrichia Butler, 1891

## Liste des espèces
Selon GBIF (6 novembre 2021) :
- Callopistria aethiops Butler, 1878
- Callopistria aetnea Costa, 1840
- Callopistria albistella Warren, 1913
- Callopistria albistriga Walker, 1864
- Callopistria albivitta Hampson, 1918
- Callopistria albolineola Graeser, 1888
- Callopistria albomacula Leech, 1900
- Callopistria alticola Orhant, 2002
- Callopistria aluensis Butler, 1891
- Callopistria antithetica Wiltshire, 1977
- Callopistria apicescripta Holland
- Callopistria argyrosema Hampson, 1914
- Callopistria argyrosemastis Hampson, 1918
- Callopistria argyrosticta Butler, 1881
- Callopistria batanga Draudt, 1950
- Callopistria benguellae Weymer, 1908
- Callopistria bergeri Berio, 1976/77
- Callopistria bernei Viette, 1985
- Callopistria cariei Joannis, 1915
- Callopistria carmioli Schaus, 1911
- Callopistria centrimacula Hampson, 1918
- Callopistria chera Prout, 1927
- Callopistria chloriza Guenée, 1852
- Callopistria chlorocroa Hampson, 1908
- Callopistria clava Leech, 1900
- Callopistria coelisigna Hampson, 1902
- Callopistria complicata Holland, 1894
- Callopistria concinna Prout, 1926
- Callopistria cordata Ljung., 1825
- Callopistria cornucopiae Holland, 1894
- Callopistria cornuscopiae (Holland, 1894)
- Callopistria cristata Legrand, 1965
- Callopistria cyanopera Hampson, 1911
- Callopistria cyclopis Hampson, 1908
- Callopistria dapsilis Schaus, 1911
- Callopistria dascia Fletcher, 1961
- Callopistria deflexusa Chang, 1991
- Callopistria delicata Chang, 1991
- Callopistria dimorpha Holloway, 1979
- Callopistria duplicans Walker, 1857
- Callopistria elaeastis Hampson, 1908
- Callopistria emiliusalis Walker, 1859
- Callopistria equatorialis Berio, 1970
- Callopistria exotica Guenée, 1852
- Callopistria falcata Holloway, 1979
- Callopistria ferruginea Hampson, 1908
- Callopistria fimbripes Walker, 1858
- Callopistria flabellum Berio, 1976/77
- Callopistria flavitincta Galsworthy, 1997
- Callopistria floridensis Guenée, 1852
- Callopistria ganga Guenée, 1852
- Callopistria grassei Laporte, 1970
- Callopistria guttulalis Hampson, 1906
- Callopistria imparata Walker, 1865
- Callopistria indica Butler, 1891
- Callopistria insularis Butler, 1882
- Callopistria intermissa Saalmüller, 1891
- Callopistria jamaicensis Möschler, 1886
- Callopistria japonibia Inoue & Sugi, 1958
- Callopistria juventina (Stoll, 1782)
- Callopistria latreillei (Duponchel, 1827)
- Callopistria leucobasis Hampson, 1908
- Callopistria leucotoma Druce, 1908
- Callopistria longipilosa Barbut & Lalanne-Cassou, 2019
- Callopistria ludovici Prout, 1922
- Callopistria maillardi Guenée, 1862
- Callopistria malagasy Viette, 1965
- Callopistria manta Swinhoe, 1902
- Callopistria matilei Viette, 1978
- Callopistria meridionalis Collenette, 1929
- Callopistria mexicana Druce, 1889
- Callopistria microptera Hampson, 1908
- Callopistria minor Hampson, 1891
- Callopistria minuta Butler, 1889
- Callopistria miracula Herz, 1904
- Callopistria miranda Saalmüller, 1880
- Callopistria montana Holloway, 1976
- Callopistria nana Hampson, 1911
- Callopistria natalensis Hampson, 1908
- Callopistria nephrosticta Hampson, 1908
- Callopistria nephrostictoides Berio, 1973
- Callopistria nervurata Laporte, 1974
- Callopistria nigeriensis Hampson, 1918
- Callopistria nigrosticta Prout, 1927
- Callopistria niveigutta Walker, 1864
- Callopistria nivetacta Warren, 1912
- Callopistria nobilior Eda, 2000
- Callopistria occidens (Hampson, 1908)
- Callopistria orses Schaus, 1914
- Callopistria ouria Collenette, 1929
- Callopistria panamensis Druce, 1889
- Callopistria pauliani Berio, 1955
- Callopistria phaeogona Hampson, 1908
- Callopistria placodoides Guenée, 1852
- Callopistria plinthobaps Zerny, 1916
- Callopistria promiscua Saalmüller, 1891
- Callopistria pryeri Butler, 1892
- Callopistria pulchrilinea Walker, 1862
- Callopistria pyrocauta Hampson, 1914
- Callopistria quadralba Draudt, 1950
- Callopistria quadrinotata Walker, 1864
- Callopistria randimbyi Viette, 1965
- Callopistria rectilinea Saalmüller, 1891
- Callopistria renivitta Berio, 1966
- Callopistria repleta Walker, 1857
- Callopistria reticulata Pagenstecher, 1884
- Callopistria rivularis Walker, 1857
- Callopistria rufulus Rothschild, 1924
- Callopistria scriptiplena Walker, 1862
- Callopistria semicircularis Hampson, 1918
- Callopistria sogai Viette, 1965
- Callopistria steevei Orhant, 2002
- Callopistria strigilineata Hampson, 1894
- Callopistria subroseata Berio, 1966
- Callopistria tarsipilosa Berio, 1959
- Callopistria thermochroa Hampson, 1911
- Callopistria trilineata Walker, 1862
- Callopistria trinitensis Hampson, 1908
- Callopistria tytha Wileman & West, 1929
- Callopistria unica Laporte, 1973
- Callopistria variegata Swinhoe, 1895
- Callopistria venata Leech, 1900
- Callopistria ventralis Walker, 1864
- Callopistria violascens Rothschild, 1924
- Callopistria xanthopera Hampson, 1908
- Callopistria xerysta Viette, 1976
- Callopistria yerburii Butler, 1884